# Christoph Theinert
Christoph Theinert (* 1959) ist ein deutscher Cellist und Komponist.

## Leben
Theinert erhielt seine Ausbildung bei Annemarie Dengler-Speermann, Antonio Janigro, Antonio Meneses, Anner Bylsma und Hidemi Suzuki. Meisterkurse bei Heinrich Schiff, Boris Pergamenschikow, János Starker und anderen beeinflussten seine cellistische Entwicklung. 1996 war er Gastprofessor der Toho Gakuen School of Music Tokyo.
Als Solist und Kammermusiker spielt er das Kernrepertoire für Barockcello, Cello Piccolo und modernes Violoncello. Er arbeitet mit seinem Bruder zusammen, dem Dirigenten Markus Theinert. Als Komponist verfasst er vorrangig Werke für das Violoncello.
Beeinflusst durch Lukas Foss, Joaquín Rodrigo, Egberto Gismonti, Jean Michel Jarre, Steve Reich, Phil Glass, Giovanni Sollima und andere sucht er die Verbindung von Worldmusic und avantgardistischer Klassik.
Bei dem Label Ancient Music Edition entstanden bislang Aufnahmen mit Werken von Bach, Boccherini und Vivaldi. Er gab Solokonzerte und Meisterklassen in Europa, Japan, den Vereinigten Staaten und Mexiko.
Nach Studien- und Arbeitsaufenthalten in Karlsruhe, Stuttgart, Hamburg, München, Den Haag und Amsterdam lebt Christoph Theinert inzwischen als freier Solist, Komponist und Dirigent im Bodenseeraum.
Seit 2023 konzertiert Christoph Theinert zusammen mit der sizilianischen Bratschistin Cecilia Vizzini im Duo Otto Corde.